# McCaslin-Nunatak
Der McCaslin-Nunatak ist ein isolierter Nunatak im westantarktischen Marie-Byrd-Land. Im Transantarktischen Gebirge ragt er 8 km südlich des westlichen Endes der Bender Mountains auf.
Der United States Geological Survey (USGS) kartierte ihn anhand eigener Vermessungen und Luftaufnahmen der United States Navy aus den Jahren von 1960 bis 1963 Das Advisory Committee on Antarctic Names benannte ihn 1967 nach  James C. McCaslin, Mitglied einer Lufteinheit der United States Army zur Unterstützung der Arbeiten des USGS zwischen 1962 und 1963.